# Bartolomeo Jahier
Bartolomeo Jahier, né en 1640 à Pramollo, est l’un des combattants vaudois opposés aux troupes du duché de Savoie lors de l'expédition des Pâques vaudoises dans le Piémont italien, en 1655.

## Biographie
Bartolomeo Jahier est né à Pramollo, dans le diocèse de Turin en 1640.  Il était le fils de Jacques Jahier et Isabelle Ribet et a épousé Suzanne en 1667. Dès le 15 mai 1655, il devient le « capitaine Bartolomeo Jahier », après s’être fait connaître le mois précédent par sa défense énergique de la colline de la Tour et pour avoir chassé l'ennemi du Val Saint-Martin avec quelques centaines de réfugiés. Il combat aux côtés de Jacques, son frère cadet. La cour de Turin met à prix la tête des deux Jahier à 600 ducats chacune. Celle de l'autre capitaine des vaudois, Josué Janavel, est mise à prix pour 300 ducats.
Le pasteur Jean Léger, dans son récit de ces événements, affirme l’avoir connu de près et le présente comme un « grand capitaine, certainement digne de mémoire, d'autant plus qu'il a toujours montré un grand zèle pour le service de Dieu et le soutien de sa cause, sans prouver jamais être ébranlé ni par promesses ni par menaces, ayant un courage de lion et cependant humble comme un agneau, rendait toujours à Dieu toute la louange de ses victoires, extrêmement versé dans les Saintes Écritures, entendant parfaitement les controverses et homme de grand esprit […] ».
Il meurt, avec cinquante de ses compagnons, victimes d'une embuscade près du village d'Osasco. Pour leur succéder, les vaudois nommèrent comme capitaines François Laurent, des Clos, et Jacques Jahier, frère de Bartolomeo.